# История армянской лингвистики
Исто́рия армя́нской лингви́стики насчитывает более 1500 лет. Хотя языкознание, как и риторика с философией, было знакомо армянам ещё до создания армянского письма, начало исследования армянского языка принято связывать с переводом в V веке труда Дионисия Фракийского «Искусство грамматики». В V—VII веках появляется армянская лексикография. С XIII века, параллельно с древнеармянским, начинается изучение среднеармянского языка, претендовавшего, наряду с предшественником, на роль литературного. В школах средневековой Армении велось преподавание грамматики; по словам Роберта Томсона, «средневековые армяне считали грамматику чем-то бо́льшим, чем изучение меняющегося языка; она дала понимание вечных истин». В 1711 и 1727 годах появляются первые грамматики новоармянского литературного языка. В начале XIX века берёт начало сравнительно-историческое изучение армянского языка, а окончательное установление в 1875 году принадлежности последнего к отдельной ветви индоевропейской языковой семьи вызвало новое направление в истории его исследования. Армянское языкознание имело крупные достижения в XX — начале XXI века как в самой Армении, так и за её пределами.
История армянской лингвистики делится на три периода, каждый из которых, в свою очередь, состоит из ряда этапов.

## Изучение истории армянской лингвистики

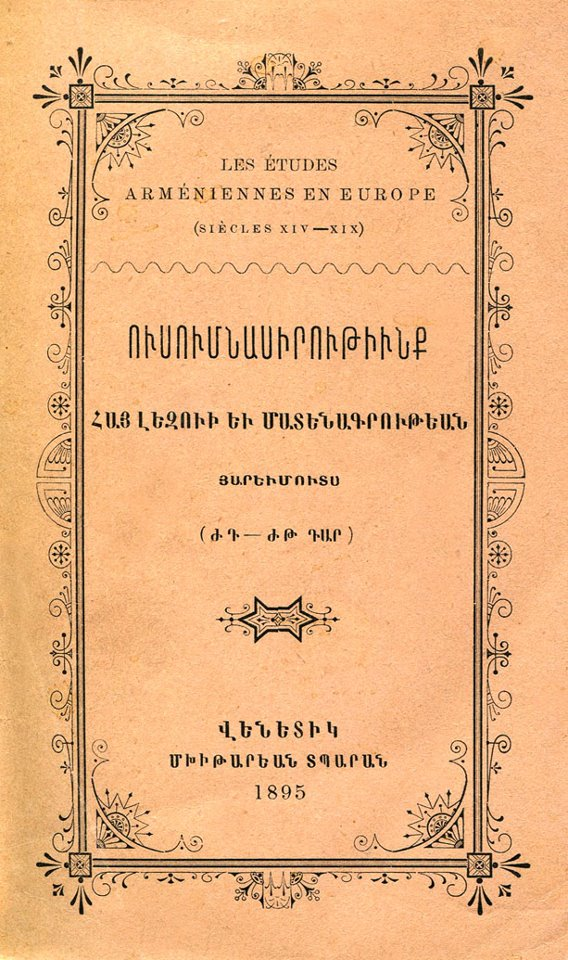
Титульный лист книги «Изучение армянского языка и литературы на Западе» (1895) Гарегина Зарбаналяна

Первые научные работы, посвящённые отдельным периодам истории армянского языкознания, появились в начале XIX века. Габриэль Аветикян в «Армянской грамматике» (1815) даёт перечень армянских грамматистов. Шаан Джрпетян в «Grammaire de la langue arménienne» (1828) кратко перечисляет и даёт характеристику изданным до него грамматикам армянского языка — как на армянском, так и на других языках, начиная с V века. Оба исследования кратко передают историю армянской грамматической науки. В статье «Об изучении армянского языка в Европе и научном значении армянской литературы» (1860) Микаэл Налбандян кратко перечисляет европейских арменистов, а также некоторые из их важнейших трудов, после чего переходит к объяснению важности исследования армянского языка и литературы. Теодор Бенфей в «Geschichte der Sprachwissenschaft und orientalischen Philologie in Deutschland» (1869) сообщает разные исторические данные об изучении армянского языка до середины XIX века. В «Armenische Studien» (1877) Пауль де Лагард кратко передаёт историю арменистики в Европе, от Шрёдера до Хюбшмана, особенно выделяя их вклад в области сравнительно-исторического изучения армянского языка. Несмотря на небольшой объём, в работе представлена достаточно полноценная картина истории арменистики этого периода. В статье «Aperçu de l'étude de la langue arménienne en Europe» (1890) Герасим Эзов (Езян) пишет об истории развития в Европе арменистики в целом. Историю арменистики в Европе рассмотрел Гюстав Шрумпф в статьях «The Study of armenian in Europe» (1891) и «On the progress of armenians study» (1890—1891). «Изучение армянского языка и литературы на Западе» (1895) Гарегина Зарбаналяна является переводом и обработкой книги Шрумпфа. Дополнения Зарбаналяна составляют примерно половину книги. Исследование рассматривает, в целом, историю арменистики (язык, история, литература и т. д.) в Европе, начиная со Средневековья до конца XIX века. Автор, в основном, знакомит с биографиями арменистов, перечисляет их работы и сообщает также о содержании важнейших из них. Несмотря на ряд недостатков, эта книга считается обобщающим трудом по истории арменистики.
«Арменистика в Западной Европе. Краткое обозрение и библиография» (1910) Карапета Костаняна является кратким изложением исследования Зарбаналяна и содержит богатый библиографический список арменистической литературы (кроме русскоязычной), изданной в Европе до этого. В статье «Прошлое и настоящее армянского языкознания» (1911) Рачия Ачарян очертил общие контуры истории армянской лингвистики. Здесь, хотя и в краткой форме, автор сумел подвергнуть тему научной обработке и привести материал к некоторой системности. Он же составил «Армянскую языковедческую библиографию», в которой собрано 3,8 тысячи книг и статей об армянском языке, изданных как на армянском, так и на других языках. Рубен Абраамян в статье «Индоевропейская семья языков и история армянского языкознания» (1912) касается истории арменистики в краткий период от Петермана до Хюбшмана, а также пишет об армянской диалектологии. Йозеф Карст предметом своего исследования «Geschichte der armenischen Philologie in kritischer Beleuchtung nach ihren ethnologischen Zusammenhängen dargestellt» (1930) сделал историю армянского языкознания, однако книга ограничивается, в основном, Европой и Россией. Генрих Зеллер в статье «Geschichte der indogermanischen Sprachwissenschaft, II. Die Erforschung der indogermanischen Sprachen» (1927) кратко рассматривает историю изучения армянского языка в Европе.
Истории армянской лексикографии и её разным аспектам посвящены исследования 2000-х годов Р. Казаряна, Г. Тосуняна, В. Петросяна, Н. Мкртчяна, А. Амаляна, А. Погосяна, В. Амбарцумяна.

## Исторический очерк

### Первый период

#### V век — первые десятилетия XVII века
Ещё до создания армянской письменности в армянском языке появились некоторые грамматические термины, что было обусловлено обучением греческому языку армянской знати и духовенства в период влияния в Армении эллинизма. В середине V века начинается первый период истории армянской лингвистики — эпоха формирования принципов синхронического исследования. Этот период, в свою очередь, делится на три этапа: с V до первых десятилетий XVII века; с начала XVII до последней четверти XVIII века; и период с появления грамматики Чамчяна в 1779 году до 1830-х годов. Уже тогда у армян появилось большое количество трудов по грамматике. Философ Езник Кохбаци в своём труде «Опровержение лжеучений» выработал учение о характере имён. Он же различает «нижние» и «верхние» диалекты.

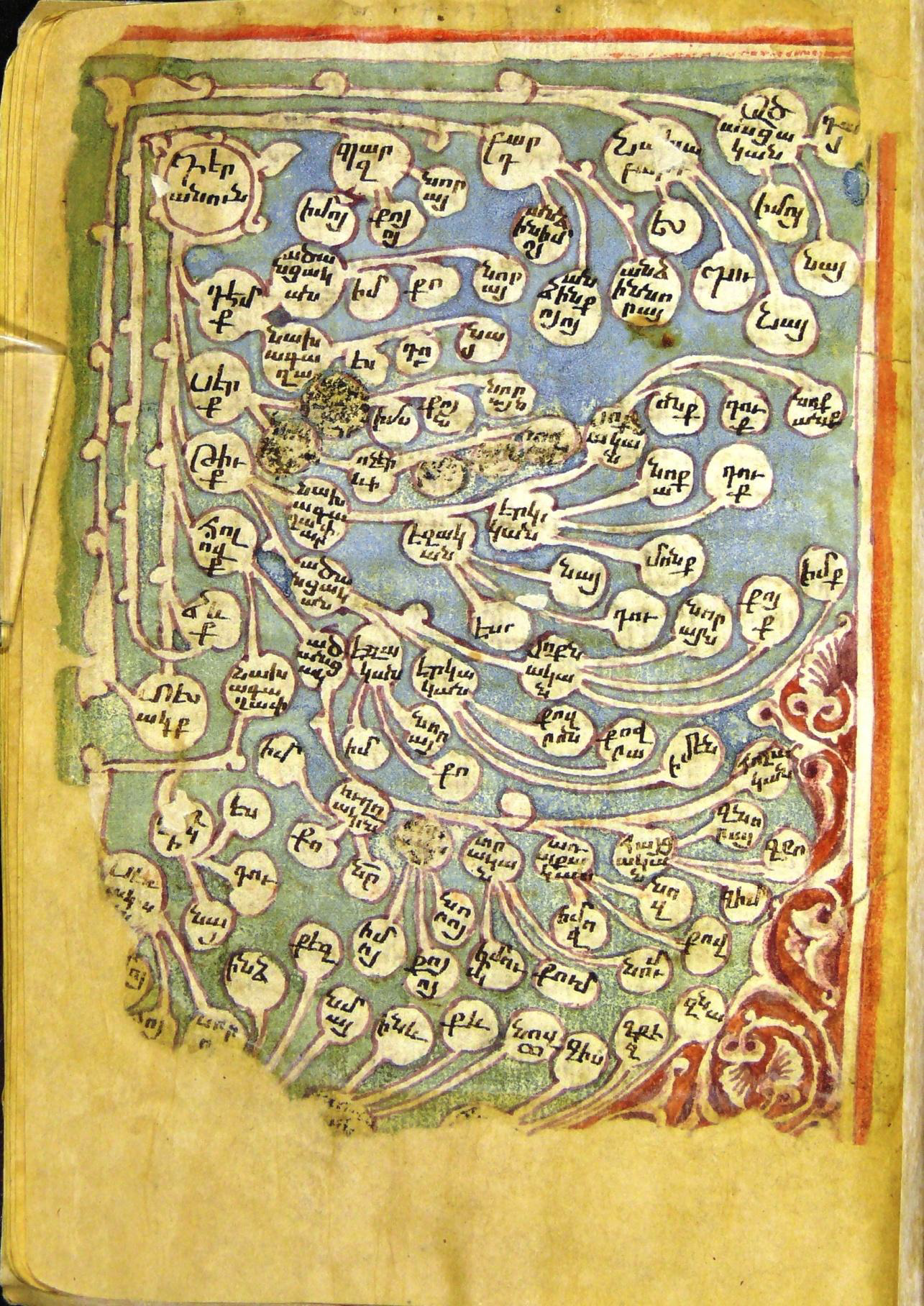
Грамматическая рукопись 1476 года. В форме схемы представлены местоимения армянского языка с морфологическими признаками: лицо, залог, число, падеж, вид, с соответствующими примерами

Важным событием ранней истории армянского языкознания стал перевод «Искусства грамматики» Дионисия Фракийского, осуществлённый во второй половине V века. Это был один из первых переводов грекофильской школы армянского переводческого движения. В армянской версии текста намечается стремление очень точно сохранить структуру греческого языка, однако, исходя из специфики родного языка, переводчик сделал в нём некоторые изменения. Он отмечает 6 падежей армянского языка: именительный, родительный, дательный, творительный, винительный и звательный. Были изменены количества семантических групп наречий и союзов. Раздел о предлогах, где 50 предлогов-приставок и три суффикса передают 18 греческих предлогов-приставок, в дальнейшем был использован переводчиками грекофильской школы. В этом труде впервые делается попытка классификации согласных звуков — «простые», «средние», «густые» — что стало значительным шагом на пути развития фонетики. Переводчик Дионисия сформулировал первые орфографические правила армянского языка. Так например, слова могут заканчиваться на любые буквы, кроме ա, ե, ո, ը. Переводчик очень хорошо понимает грамматическую теорию греческого текста и хорошо владеет армянским. Современные исследователи высоко оценивают этот труд, при том что это был не просто перевод, а скорее адаптация к армянскому языку.
С переводом «Искусства грамматики» в Армении зародилась теоретическая лингвистическая мысль. Были также заложены основы армянской грамматической терминологии и в целом принципов создания научных терминов. В Раннем Средневековье жили первые толкователи армянского перевода Дионисия Фракийского, которые положили начало формированию собственного армянского языкознания. На протяжении VI—XV веков этот труд был основой грамматической теории армянского языка и обучения ему. В толкованиях «Искусства грамматики» изучается древнеармянский язык. Успешному распространению и толкованиям труда способствовали также типологические особенности индоевропейского армянского языка. Йос Вейтенберг подчёркивает, что вплоть до XVII века перевод сохранял своё влияние на армянское языкознание. Серхио ла Порта приводит более 10 комментариев к «Искусству грамматики», написанных разными авторами до XV века. По словам Роберта Томсона, сложность этих комментариев всё сильнее возрастала.
Первый из толкователей Дионисия — живший в V—VI столетиях грамматик Давид. В толковании армянского перевода «Искусства грамматики» он делает первую попытку выведения этимологии слов. После него этим вопросом занимались почти все последующие древние армянские авторы. В отличие от эмпиризма Дионисия, Давид поддерживает рационалистическое понимание грамматики как искусства. Существует гипотеза, согласно которой Давид мог быть также автором перевода Дионисия. Толкование содержит важный материал для истории армянской лингвистики и философии.
В VI веке вопросы лингвистического характера в своих комментариях к труду Аристотеля «Об истолковании» рассматривал философ Давид Анахт.
Из раннесредневековых толкователей Дионисия известен Аноним VII века. Он отличается более тщательным рассмотрением проблем морфологии и диалектологии. Примечателен его подход в вопросах об имени. Этимологию аноним считал «анализом слогов в совершенных и первообразных словах», который следует совершать через осмысление слова.
Живший в VII—VIII веках грамматик Мовсес также выступает за рационалистическое понимание грамматики. Подобно Давиду и Анониму, в своём толковании грамматики Дионисия он достаточно осторожно анализирует вопросы, касающиеся, например, двойственного числа или грамматического рода: Мовсес считал, что подобные понятия в армянском языке отсутствуют.
В VIII веке жил Степанос Сюнеци, автор двух грамматических трудов. Приводя первую классификацию диалектов, Сюнеци пишет о центральных и периферийных диалектах армянского языка, среди последних упоминая корчайский, тайкский, хутский, Четвёртой Армении, сперский, сюникский и арцахский. Сюнеци считал письменность инструментом поддержания правильной речи, а грамматику — методом поддерживания правильной письменной и устной речи, средством препятствования искажению языка и установления его правил. Он привёл канонические произношения разных звуков и слогов, создал принцип классификации гласных и дифтонгов на основании их тональных отличий, написал об интонационном своеобразии разных типов предложений. Этимологию он считал восстановлением «правильности имён и глаголов», продемонстрировав собственный метод этимологизации.
Уже ранние армянские грамматики, в отличие от древних греков, определённо различали понятия «звук» и «письмо». Для первого употребляется слово taṙ — «буква»; понятие письма передавалось как gir или nšanagir. В армянском алфавите каждой фонеме соответствует одна буква, что способствовало более точному подходу к этой проблеме.

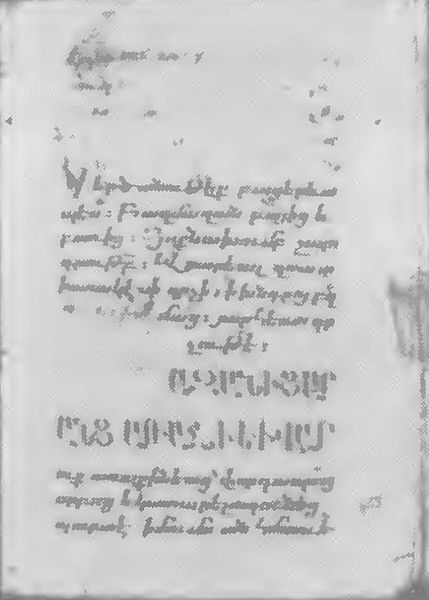
Заглавная страница рукописи орфографического словаря Аристакеса Грича, XII век

В IX веке жил Григор-Амам, ещё один толкователь «Искусства грамматики» Дионисия Фракийского. Его работа представляет собой скорее богословский трактат, чем толкование грамматики. В отличие от грамматиков предыдущих периодов, Григор не отличается хорошим знанием античной литературы; он анализирует грамматические категории аллегорически, его этимология произвольна. Согласно Роберте Эрвин, интерес Григора-Амама заключался исключительно в причастности грамматики к богословию.
В V—VII веках с созданием первых глосс и глоссариев возникает армянская лексикография. В VI—VII столетиях создаются различные небольшие словники, не имеющие ещё чёткого алфавитного расположения слов. Это главным образом переводы соответствующих греческих словников к тем или иным трудам, переведённым уже на армянский язык. Содержание их включает философские, ботанические, анатомические и другие термины. К этому периоду относится также греко-армянский папирус, в котором даются греческие слова и словоформы, написанные армянскими буквами. Примерно с конца VII столетия появляются также словари, использующие алфавитное расположение слов. Самый ранний известный словарь такого рода — это перевод греческого ономастикона, известный как «Слова еврейские» (около 1000 словарных статей), где после списка названий древнееврейских букв приводятся древнееврейские слова в армянском написании и их армянский перевод. Среди памятников армянской раннесредневековой лексикографии присутствует также «Словарь Галена», написанный примерно в VI веке, в эпоху расцвета грекофильской школы, и содержащий около 550 слов. Период до X века включает в себе раннесредневековый этап армянской лексикографии.
В X веке начинается средневековый этап истории армянской лексикографии. Конец X века — эпоха подъёма данной области знаний. В этот период создаётся большое количество разных словарей и словников, вырабатывается ряд принципов обработки и расположения материала, вводятся неполный и полный алфавитный порядок, тематическая и гнездовая расстановка слов. Наиболее известными были толковые словари. Среди таких трудов известны как работы, связанные с отдельными произведениями и авторами («Слова священного писания», «Слова Филона» (около 250 слов), «Слова Книги хрий», «Слова Нарека»), так и словари более общей направленности. В последних даются толкования сложных для понимания слов, которые встречаются в разных текстах («Слова греческие», «Слова Алтаря», «Слова творческие»). Самые ранние рукописи толковых словарей восходят к XII—XIV векам. Из двуязычных словников сохранился латинско-армянский словник конца IX или начала X века (наиболее поздняя датировка — начало XI века), содержащий 90 слов. Известны около 10 армянских лексикографических памятников данного периода.
В эпоху Армянского возрождения грамматическая наука сделала новые шаги:
- увеличился интерес как к греческому, так и к собственному наследию, были составлены сборники толкований предыдущих грамматистов;
- были сделаны попытки описания особенностей среднеармянского языка и приближения языка грамматической науки к разговорному;
- повысился интерес к языкам соседних стран, собраны алфавиты и слова этих языков, выработано учение о заимствовании;
- усилилась критика искусственных грецизмов;
- как результат практической деятельности и популяризации грамматики появились грамматические труды в более лёгкой форме вопросов и ответов;
- в связи с большим количеством переписывания рукописей и тенденцией единения литературных норм были созданы труды, называемые «искусством писания», в которых излагались соответствующие орфографические и пунктуационные нормы, был составлен первый орфографический словарь[63].

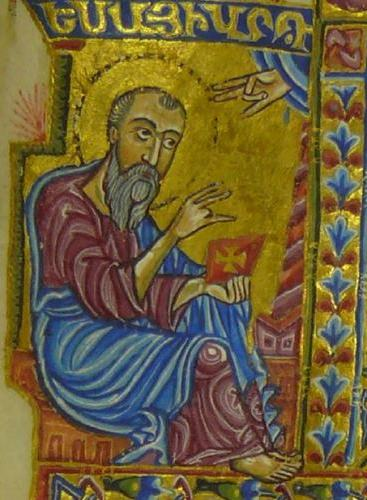
Есаи Нчеци, миниатюра XIV века

Крупным учёным середины XI века был Григор Магистрос. Его книга представляет в основе своей компиляцию, в которую, помимо собственных исследований автора, вошли все труды его предшественников, кроме Григора-Амама. В «Толковании грамматики» Магистрос поднял этимологию на новый уровень. Так, он выделяет оригинальные и заимствованные слова, протестует против произвольной этимологии, разрабатывает теорию о заимствованиях, учитывающую исторический контекст, фонетическое видоизменение слова и пр. Учёный считал важным знание языков, с которыми армянский контактирует. Именно Григору Магистросу принадлежит создание научной этимологии в армянской лингвистике. Он считал грамматику близкой к литературе, а целью грамматики — исправление языка, обучение людей правильной речи. Труд Магистроса считался стандартным учебником около двух столетий.
Следующий этап в истории развития армянской грамматической мысли связан с созданием армянского царства в Киликии. Развитие городов, политические и торговые контакты с европейцами привели к новому периоду бурного развития армянской культуры, особенно в эпоху XII—XIII веков, в столетия укрепления политического положения Армении.
Армянские авторы по-разному оценивали изменения в языке. Так, например, в XIII веке историк и грамматик, автор двух языковедческих трудов Вардан Великий считал такой процесс естественным и защищал права среднеармянского, претендовавшего на роль литературного языка. Оба его языковедческих труда написаны на разговорном языке. Один из них представляет собой толкование грамматики, другой — исследование «О частях речи». В последнем автор предпринял попытку создания грамматики в современном понимании этого слова. Вардан — один из первых авторов, которые предприняли научное изучение разговорного среднеармянского языка. Он также занимался вопросами теории заимствований.
В XIII столетии в трудах Ованеса Ерзнкаци изучение грамматики достигает своей вершины. Его труд, написанный в конце 1292 или в самом начале 1293 года, — компиляция почти всех предшествовавших исследований — составлен с большим умением и точностью и показывает увеличение внимания к рукописному наследию древности. Ерзнкаци написал подробное предисловие к «Искусству грамматики» и сделал дополнения, в которых изложил собственные взгляды. Так, взгляды учёного на проблемы грамматики и языка основаны на книгах Давида и Вардана Великого, хотя в частностях расходятся с ними. Для таблицы спряжения автор пользуется формами как древнеармянского, так и среднеармянского языка, отказывается от искусственных форм спряжения, введённых грекофильской школой, пользуется примерами живого разговорного языка.
Современник Ерзнкаци Геворг Скевраци занимался вопросами орфоэпии и пунктуации, а также разработал правила переноса. Скевраци оставил богатое языковедческое наследие: «Наставление о свойствах слогов», «Наставление о просодии» и «Наставление об искусстве писания». В первом труде, опираясь на учение о слогосложении армянского языка, Скевраци изучает основы переноса и излагает его правила, во втором — рассматривает случаи и обстоятельства применения знаков правильного произношения и пунктуации, давая их теоретическое обобщение и объяснение, в третьем труде учёного проанализированы закономерности правописания армянского языка в прямых и косвенных формах слов. Его правила слогоделения и переноса стали наиболее важными для теории и практики «искусства писания». Рекомендуемые Скевраци правила с незначительными изменениями применяются и в XXI веке.
К середине XIV века относится труд «О грамматике» Ованеса Крнеци. Его исследование считается предшественником латинизированных грамматических трудов, которые получили распространение в армянской науке несколькими столетиями позже — в XVII—XVIII веках. Крнеци опирался как на армянские, так и на латинские грамматики. Одним из его источников были, например, «Institutiones Grammaticae», грамматика VI века Присциана. В определении грамматики, в отождествлении звука и буквы, а также в некоторых других вопросах проявилось влияние латинской грамматической традиции. Крнеци часто приводит примеры из живого среднеармянского языка своего времени, он ввёл ряд важных терминов, которые употребляются до сих пор (например, verǰaket — точка, anc‘yаl аnkаtаr — прошлое несовершенное, и другие).

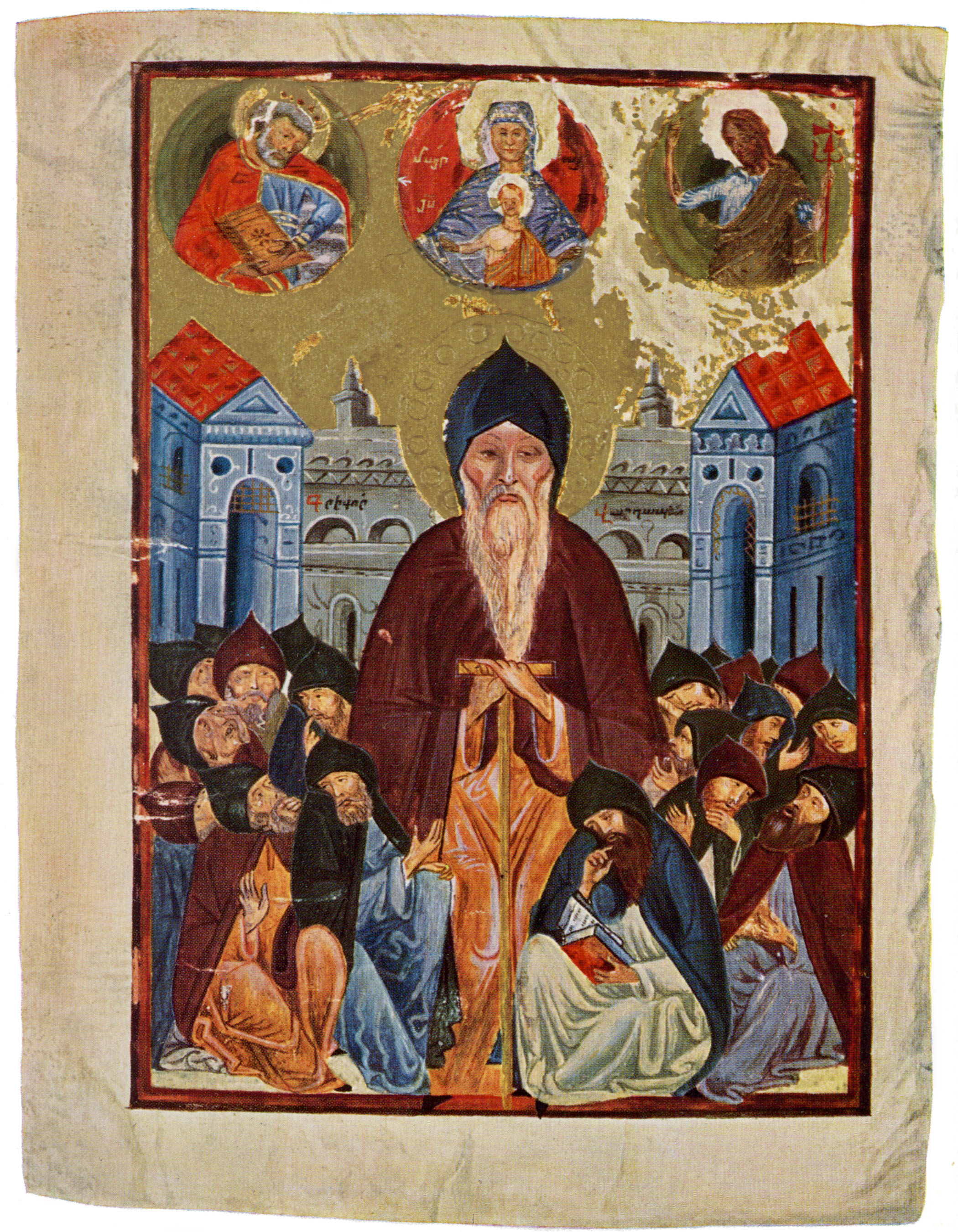
Григор Татеваци, миниатюра XV века

Крупным деятелем армянской культуры XIV века был Есаи Нчеци. В «Толковании грамматики» он определил грамматику как «искусство письма и звука, имеющее объектом части речи для довершения их исправности». Хотя в вопросе определения грамматики его мнение расходится с Дионисием, в трактовке «частей грамматики» он придерживался трактовок последнего. Для описания грамматики времён большое значение имеет таблица спряжения, которая предшествует грамматике Нчеци. Её автор, возможно, также Есаи Нчеци, сделал попытку создать систему спряжения древнеармянского языка, освободив её от искусственных грамматических форм, настаивал на непредвзятом и верном отношении к языковым фактам. Он критиковал искусственные языковые формы грекофильской школы V—VIII веков.
Учёный конца XIV — начала XV века Григор Татеваци написал толкования к трудам Аристакеса Грича и Геворга Скевраци. В них, кроме пояснений и дополнений по вопросам орфографии, орфоэпии и пунктуации, Татеваци включил важные замечания относительно грамматики. Он разделил падежи на две группы — те, которые различаются по окончаниям, и те, которые образуются с помощью предлогов. Включением предложно-падежных конструкций учёный расширил понятие падежей. Кроме того, Татеваци развил учение Аристакеса Грича о чередованиях звуков при склонении, словообразовании и спряжении и предложил различать изменения звуков в открытых и закрытых слогах. Учёный рассматривал также вопросы орфографии.
«Краткий анализ по грамматике» Аракела Сюнеци написан в форме грамматического катехизиса, в котором материал изложен в виде вопросов и ответов. Критикуя взгляды Нчеци касательно определения грамматики, Сюнеци принял за объект грамматики не письмо или звук, а эмпирию, накопленную прозаиками и поэтами и подвергаемую обработке разумом. Он определил грамматику как «искусство, имеющее объектом части речи, а целью — довершение и исправление языка». В своей работе учёный совершил большой шаг вперёд в исследовании физиологических основ речеобразования. Сюнеци писал о функционировании и строении органов речи, изложил принципы физиологической классификации звуков, первым создал детальную классификацию всех разновидностей слогов. Ещё более детальному исследованию в труде Сюнеци подверглись имя, глагол и местоимение, что нашло выражение в целом ряде важных и тонких замечаний.
Проблемам ударения посвящена работа автора XV века Акопа Кримеци. В книге «Об остром и облегчённом ударениях» исследователь обобщил накопленные знания в этой области армянского языкознания.
Среди иных грамматических трудов, написанных в форме катехизиса, наиболее известна работа автора XVI столетия Давида Зейтунци, который считается последним армянским толкователем грамматики Дионисия. Эти катехизисы, написанные в доступной форме, делали грамматическую науку полезной для бо́льших масс населения, они были более удобными для школьного образования, содержали ценные сведения о живом разговорном языке, в них ещё больше развито изучение грамматического строя армянского языка, а также вырисовывается тенденция выделять учение о структуре языка из филологической грамматики.
Хотя армянские грамматические труды написаны в форме словесного изложения, сохранились рукописи, в которых грамматический материал представлен в виде графического изображения дерева. Эти деревья являются способом отображения классификаций лингвистических понятий и свойств, образным представлением грамматических терминов. Этот материал создан для целей преподавания, для более доступного, лёгкого и образного отображения языкового материала, каждой из частей речи армянского языка с их грамматическими свойствами и примерами.

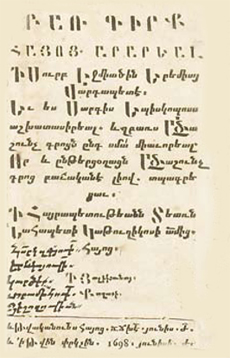
Толковый словарь Еремии Мегреци, 1698 год

В рассматриваемый период армянская лексикография доходит до уровня самостоятельной области культуры. В XI—XII веках был написан «Словарь Вардановой книги», содержащий толкование персидских слов в книге «О Вардане и войне армянской» историка Егише. Словарь включает в себя 37 персидских слов и сохранился в многочисленных копиях. В XII веке массовое переписывание рукописей создало необходимость в унификации орфографии, что, в свою очередь, привело к появлению работ по орфографии и пунктуации, называемых тогда «искусством писания». Первая среди таких работ принадлежит Аристакесу Гричу. Ему же принадлежит и первый орфографический словарь в армянской истории. Словарь содержит около 900 слов. Аристакесом были сформулированы также 10 орфографических правил. В Средние века был создан словарь синонимов — «Демонстрация поэтов», содержащая около 1600 слов для поэтов и ораторов. Словарь использовался и в преподавательских целях. Из лексикографических памятников Высокого Средневековья сохранилась часть «Арабско-персидско-армянского словаря», который был составлен в XIII или XIV веке. Отрывок содержит 225 слов. К этому же периоду относится словарь «Философские определения». Примечателен словник монгольских слов с параллельным переводом на армянский, составленный историком Киракосом в середине XIII века. К XIV веку относится словарь, написанный специально для короля Адена на юге Йемена арабским шрифтом на шести разных языках — арабском, персидском, турецком, греческом, армянском и монгольском. По словам Джеймса Рассела, данный факт подтверждает особую важность и полезность этих шести языков в Монгольской империи, находившейся в XIV веке в зените развития. До нас дошли многочисленные отраслевые терминологические словари. К началу XV века относятся «Названия лекарств на армянском, арабском и латинском языках», содержащие 200 слов. Сохранились три словаря лекарственных средств Амирдовлата Амасиаци. Первый — медицинская энциклопедия «Ненужное для неучей», другой написан как приложение к «Пользе медицины», третий словарь из 800 слов на армянском, персидском, греческом и латинском языках создан как приложение к труду Амасиаци «Ахрапатин». Имеются и другие подобные лексикографические памятники.
Наиболее ранние сохранившиеся рукописи словарей — это хранящиеся в собрании армянского монастыря Зммар (Ливан) рукописи 1123 и 1178 годов и хранящиеся в Матенадаране рукописи XII—XIII веков и 1304—1305 годов.

#### С 20-х годов XVII века до 70-х годов XVIII века
В XVI веке книги со сведениями об армянском языке появляются также в Европе. В число таких работ входят «Linguarum diodecim characteribus differentium alphabetum introductio et legendi modus» (1538) Гийома Постеля, «Introductio in chaldaicam linguam, syriacam, atque armeniacam, et decem alias linguas» (1539) итальянского учёного Амброзиуса, книга «Mithridates» (1555) Конрада Геснера. Уже в следующем столетии интерес к данной сфере значительно увеличился в связи с деятельностью римско-католической церкви, стремившейся распространить своё влияние в странах Востока. Именно тогда в Европе возникает арменистика. В XVII веке отмечается сильное влияние латинской грамматики на армянское языкознание, появляются латинизированные грамматики. Вплоть до второй половины XVIII века на языкознание влияли логицизм и рационализм, поэтому «рациональные» изменения в языке, логицизм и латинизация, стали общим принципом и для грамматики. Даже некоторые представители армянской церкви составляли латинизированные грамматики. Несмотря на это, второй этап первого периода развития армянской грамматической науки, который продлился с начала XVII до последней четверти XVIII века, стал важным шагом в развитии языкознания. Грамматики начали ещё глубже вникать в детали языка и описывали почти весь его строй. С этого периода берёт начало научное изучение синтаксиса армянского языка, менее ограниченные традицией учёные этой эпохи иногда делают значительные обобщения. По мнению Вейтенберга, использование латинских форм было не попыткой «латинизации» армянского языка, а способом арменистики устоять в конкуренции с Западом.

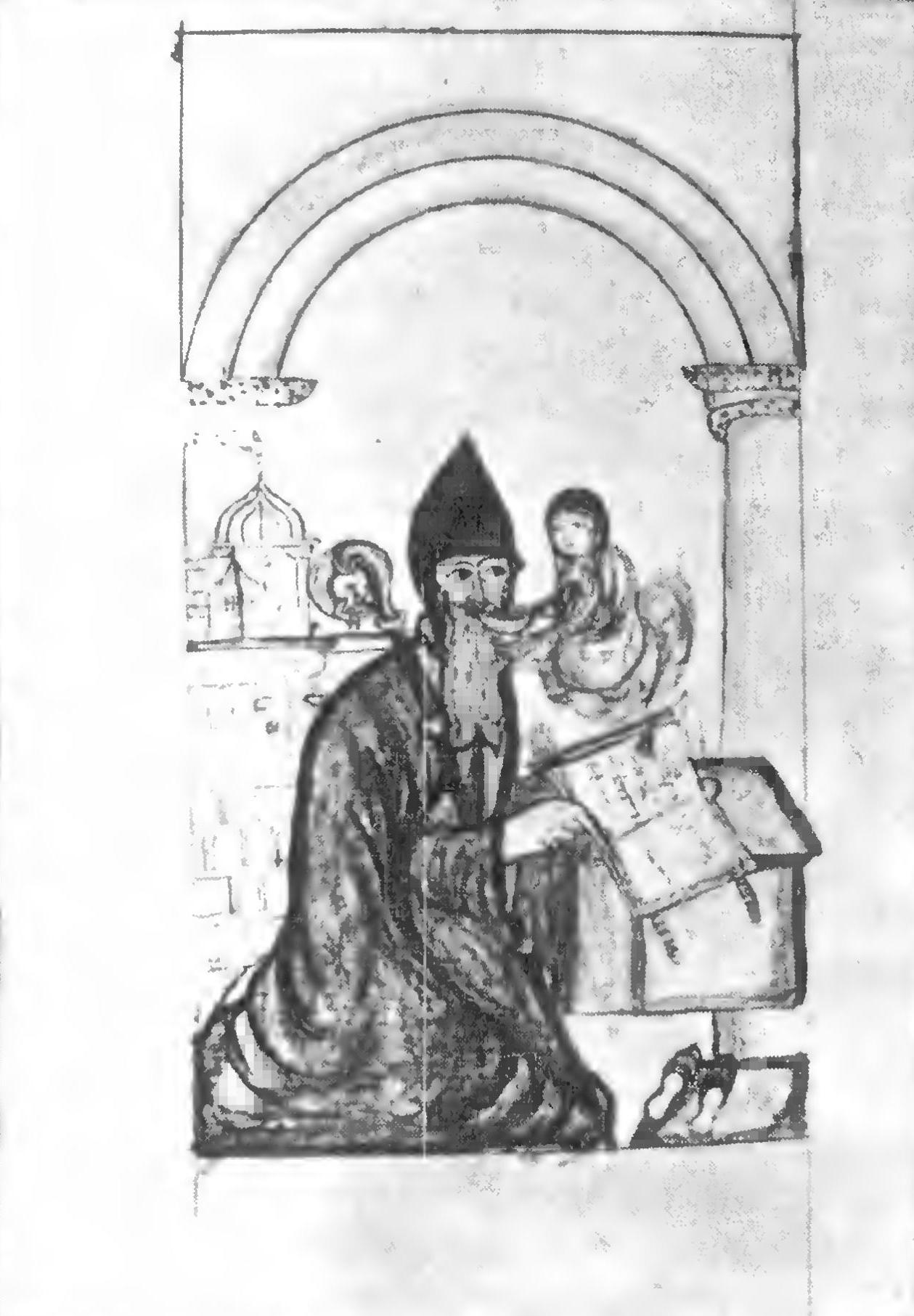
Симеон Джугаеци

В начале XVII столетия жил итальянский арменист Франческо Ривола, издавший в 1624 году армянскую грамматику. Его труд, открывавший эпоху, свободен от сильной латинизации и «рационализации» грамматических правил, что стало свойственно позднейшим авторам. Так как Ривола недостаточно владел армянским языком, его исследование, состоящее из четырёх частей, представляет собой смесь классического армянского и диалектных форм. Среди прочих недостатков грамматики Риволы — передача произношения армянских букв на основе западноармянского произношения, притом без точной очерёдности, а также неверное описание морфологических форм, часто с опорой не на армянский язык, а на латынь. Книга стала первой печатной грамматикой армянского языка.
Ещё одним иностранным исследователем армянского языка нача́ла XVII столетия был католический проповедник Клемент Галанус. В 1624 году Галанус написал армянскую грамматику, которая была издана более чем через два десятилетия — в 1645 году. Этот труд значительно отличается по своему качеству от книги Риволы, а научные интересы его автора гораздо более широки. Галанус лучше владел армянским языком, лучше был информирован о предшествовавших армянских учёных-грамматиках и пользовался их трудами, у него отсутствуют смешения древнелитературных и диалектно-разговорных форм, ему свойствен также ряд языковых черт грекофильской школы. В то же самое время Галанус сознательно допускал изменения в грамматических формах армянского языка в угоду латинским.
У армянских грамматиков наблюдается также сочетание принципов толкования Дионисия с принципами латинизированных грамматик. Первым представителем этого грамматического течения нового типа стал Симеон Джугаеци. Написанная Джугаеци в 1637 году «Книга, называемая грамматикой» была напечатана лишь в начале следующего столетия. В отличие от последующих авторов латинизированных грамматик, опиравшихся на латинскую традицию и использовавших толкования Дионисия только для подтверждения искусственных латинских построений, Джугаеци считает толкования перевода Дионисия творением истинной армянской языковедческой мысли и пользуется ими в противовес латинизированному языку. В то же самое время он иногда придерживается новой, латинизированной традиции. Популярное исследование сохранилось во многочисленных рукописях. В своей оригинальной грамматической системе автор противопоставляет парадигматику и синтагматику, анализирует методы этимологии и прочие лингвистические проблемы.
В «Краткой грамматике и логике» Ованес Мркуз опирается на принципы Симеона Джугаеци. Его грамматическое исследование было написано в 1693 году. Именно этим учёным были введены современные армянские лингвистические термины для обозначения таких понятий, как «предложение», «подлежащее», «сказуемое» и «связка».

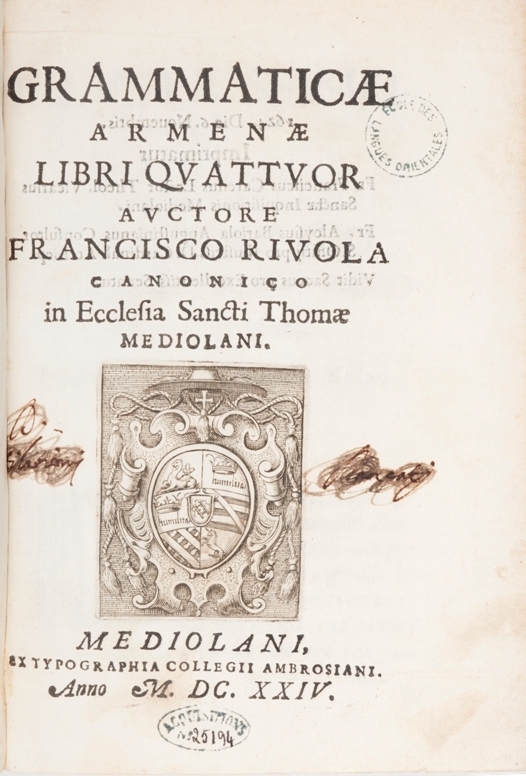
Грамматика армянского языка Франческо Риволы, 1624 год

Ещё одним армянским учёным, сочетавшим принципы армянских толкователей Дионисия и латинизированной грамматики, был Хачатур Эрзрумци. В своей «Книге грамматики», задуманной как «философская грамматика», он нередко ссылается на толкователей Дионисия, у которых заимствует соответствующие данные о грамматике в целом, её задачах, грамматических категориях и частях речи. Эрзрумци считал допустимым внесение в грамматику умеренных рациональных изменений.
Использование рационалистических латинизированных грамматик достигает своего апогея в 1660—1670-е годы. Первый автор, у которого ярко прослеживается данная тенденция, — Воскан Ереванци. В 1666 году в Амстердаме он издал «Книгу грамматики» — как выяснилось позже, это была краткая версия перевода «Грамматики» Томмазо Кампанеллы. Ереванци написал комментарии к данной книге, а в 1671 году создал учебник армянского языка.
Однако самым последовательным приверженцем использования латинизированной грамматики считается Ованес Олов. Олов не только предлагал внести соответствующие изменения в грамматику, но и применял их в собственных произведениях различного характера. В 1674 году в Риме была напечатана его «Чистота армянской речи, или армянская грамматика» на армянском, а через год «Чистота армянского языка» на латыни. Олов различал три варианта армянского языка — классический древнеармянский, или грабар, вульгарный язык и гражданский язык. Автор дал описание лишь первого из перечисленных, как обладающего наиболее «чистой и упорядоченной» грамматикой.
С XVIII столетия наблюдается постепенный отход от тенденции латинизации армянской грамматики. Смена тенденции проявилась уже в начале столетия. Языковеды снова стремятся основывать грамматические правила на более ранние тексты, опираться на более распространённые формы и избавлять грамматику от искусственных нововведений. У иностранных исследователей меняется отношение к армянскому языку. Так, например, если Клемент Галанус в середине предыдущего столетия действовал в интересах католической церкви, то уже Иоганн Шрёдер изучает армянский язык с позиции учёного-филолога. Грамматисты-армяне проявляют более критический подход к искусственным латинизмам, и в результате создаются труды, основанные только на изучении древних текстов.

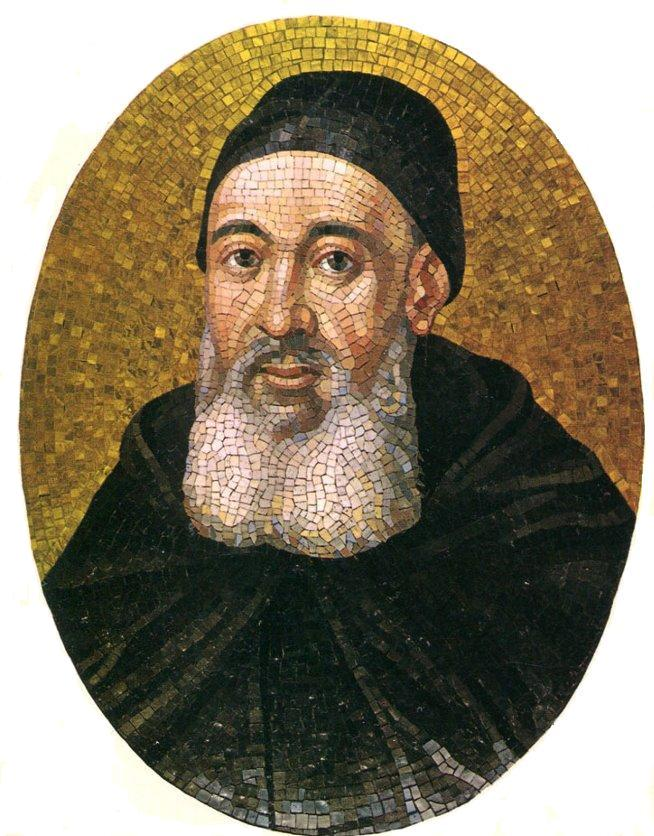
Мхитар Себастаци

Немецкий востоковед Иоганн Иоахим Шрёдер начал изучение армянского языка у армян Амстердама, занимавшихся там книгопечатанием. После долгой и тщательной работы Шрёдер издал в 1711 году своё исследование из пяти частей — «Сокровищница армянского языка». В книге, отличающейся высокой степенью детализации, автор изложил краткую историю армян, их языка и литературы, описал основы классического армянского и новоармянского языков. В исследовании впервые описана восточная разновидность раннего новоармянского языка. Шрёдер критикует Клемента Галануса и Ованеса Олова за неестественные для армянского языка нововведения, за рассмотрение ими форм, которые не встречаются в древних армянских текстах. Стремясь следовать последним, автор тем не менее использует и свои источники. В то же время он не преодолевает окончательно влияние латинизированных грамматик. В своём труде Шрёдер сохранил сведения об агулисском, джульфинском, тбилисском, карабахском, малоазийском и ванском диалектах армянского языка, написал армяно-латинский словарь.
В первой половине XVIII века использование латинизированных грамматик подверглось ещё большей критике в трудах Мхитара Себастаци — основателя ордена мхитаристов в Венеции и автора нескольких фундаментальных трудов по армянскому языку. Важным событием стало издание в 1730 году его «Грамматики древнеармянского языка», состоящей из трёх частей и построенной по системе Ованеса Олова. Пытаясь показать древнеармянский язык в его исконном виде, Себастаци пересмотрел многие сформулированные до него правила. Тем не менее и ему не удаётся окончательно избавиться от искусственных нововведений. Себастаци стал автором первого тома «Словаря армянского языка» (т. 1—2, 1749—1769), содержащего 37 тысяч словарных статей. Второй том словаря был издан учениками Себастаци после его смерти и содержал более 85 тысяч словарных статей. Некоторые авторы называют словарь началом современной армянской научной лексикографии. Себастаци рассматривал вопросы этимологии, заимствований, орфографии, орфоэпии, пунктуации и пр. Ещё ранее, в 1727 году, был издан его труд «Двери грамматики новоармянского языка», в котором Себастаци изложил первую грамматику западной разновидности ранненовоармянского языка.
В XVIII столетии грамматические труды создавал Багдасар Дпир. Он написал двухтомную пространную и краткую грамматики. Пространная грамматика была издана в 1736 году и позже была переиздана дважды. Краткая грамматика написана на разговорном западноармянском языке. После Себастаци Багдасар Дпир ещё больше освобождает грамматику от рациональных нововведений и латинизмов. В разных вопросах автор эклектично совмещает системы предыдущих исследователей, в частности Симеона Джугаеци, Ованеса Олова и Мхитара Себастаци.

#### С 1779 года до 1830-х годов
В изданной в 1779 году «Грамматике армянского языка» Микаэл Чамчян окончательно очистил грамматику древнеармянского языка от латинизмов и рационалистических нововведений. Работа открыла новый, третий этап первого периода истории армянской грамматической мысли. Имевшая большую популярность книга позже неоднократно переиздавалась. Исследование отличается чёткостью и детальностью изложения, точностью формулировок, практической направленностью, отсутствием искусственных форм и латинизмов, рационалистических нововведений. В изложении всех грамматических правил Чамчян ссылается на авторов V—XIII веков, в то же время отдельно выделяя и отмечая формы, известные из трудов грекофильской школы. По своей системе труд Чамчяна основывался на наследии Мхитара Себастаци.
Одним из последователей Чамчяна был Габриэль Аветикян. В своей «Армянской грамматике» (1815) он по каждому лингвистическому вопросу приводит существующие мнения, сравнивает, принимает или отвергает их, делая соответствующие заключения. Книга Аветикяна в своё время получила достойную оценку и долгое время считалась одной из лучших грамматик классического армянского языка.

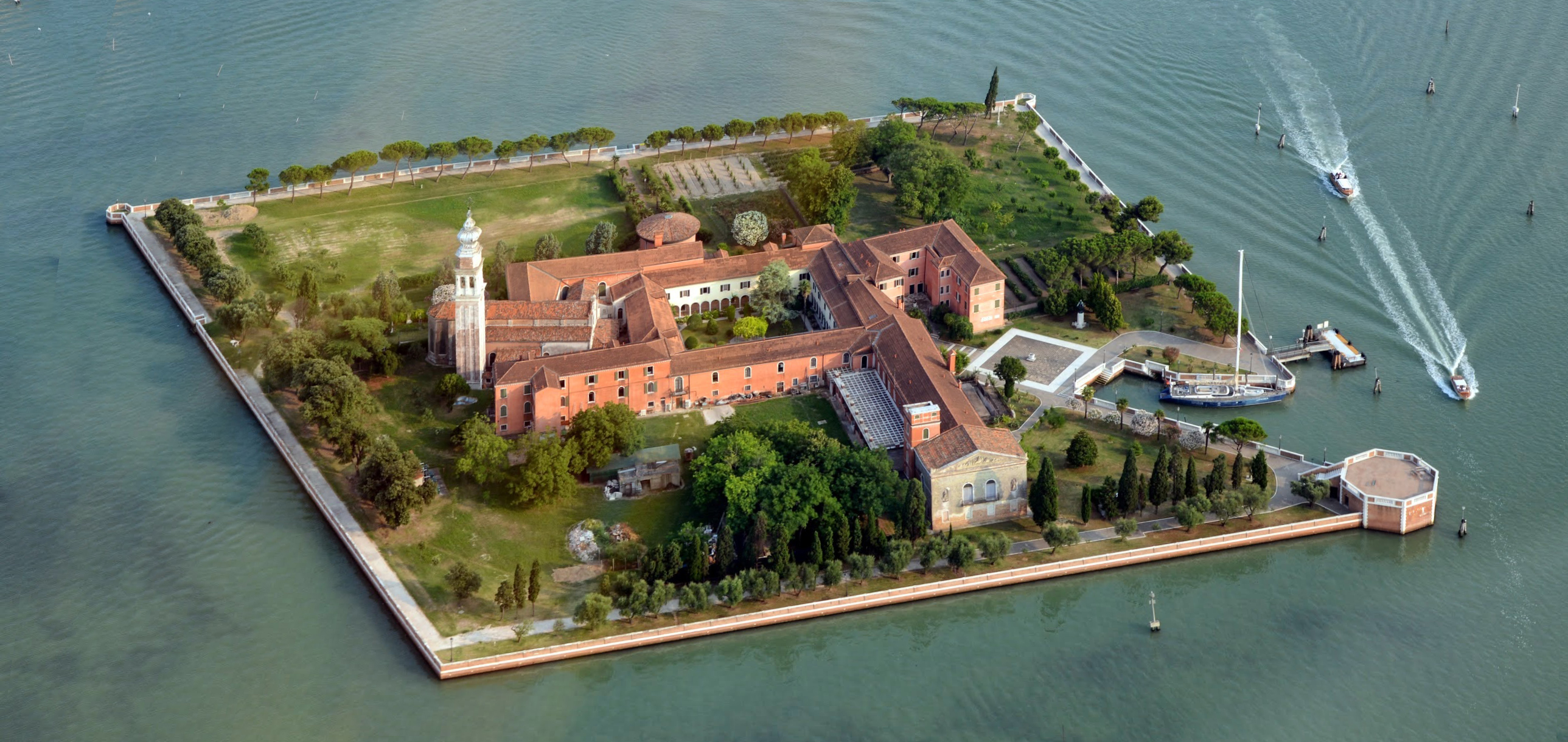
Мхитаристское аббатство в Венеции — один из центров развития арменистики с начала XVIII века

Уже на рубеже XVII—XVIII столетий армянские учёные работали на подступах к сравнительно-историческому индоевропейскому языкознанию. Так, например, Себастаци отмечал, что общие слова между разными языками могут быть заимствованиями или однокоренными, приводил ряд подобных примеров для армянского и латыни. Себастаци приблизился к идее исконности подобных сходств. В начале XIX века Габриэль Аветикян, Шаан Джрпетян, Акоп Тюзян указывали на наличие большого количества общих слов у армянского, греческого, латинского, персидского и других языков. В дальнейшем более систематические сравнения армянского и других языков провели авторы «Нового словаря древнеармянского языка» (т. 1—2, 1836—1837) Габриэль Аветикян, Хачатур Сюрмелян и Мкртич Авгерян. В 1810—1830-х годах ряд авторов, ещё до установления индоевропейской принадлежности армянского языка европейскими учёными, независимо выступали с аналогичными идеями.
XVII—XVIII века охватывают позднесредневековый этап армянской лексикографии. В 1621 году Франческо Ривола издал «Словарь армянского языка», ставший первым печатным словарём этого языка (11 тыс. слов). В 1695 году выходит латинско-армянский словарь Аствацатура Нерсесовича из 17,5 тысяч словарных статей. Тогда же издаётся армяно-латинский словарь Якова Виллота из 26 тысяч словарных статей. В обоих словарях фигурирует древнеармянский язык, хотя оба автора используют как разговорные, так и диалектные формы. В 1698 году выходит толковый словарь Еремии Мегреци, содержащий 8,5 тысяч словарных статей. Армяно-латинский и латинско-армянские словари составил Степанос Рошка. Матурен Вейсьер де Лакроз написал «Словарь армянского языка», который не издан. В 1699 году написан «Ванкабараран» Аристакеса Хамаданци, который своим содержанием близок современным словарям рифм.
К концу XVIII века относится издание первых армяно-русских и русско-армянских словарей. В изданном в 1788 году в Санкт-Петербурге учебном пособии Клеопатры Сарафян «Ключ к познанию» приведены русско-армянский (около 2,5 тысяч словарных статей) и армяно-русский (около 1,9 тысячи словарных статей) словари. В армянской части автор приводит лексику древнеармянского и восточного варианта раннего новоармянского языка. Словари отличаются более нормализованной лексикой новоармянского, в них нет узкодиалектных слов или новых заимствований. В том же году вышел армяно-русский словарь Григора Халдаряна под заголовком «Книга, которая называется стезей языкопознания». В 1794 году издан турецко-армянский словарь. В 1714 и 1769 годах изданы словари армянских собственных имён, а в 1749 году вышел энциклопедический словарь Арсена дпир Костанднуполсеци, первый в своём роде (4,3 тысячи словарных статей).

### Второй период

#### С 1830-х по 1870-е годы
Второй период развития армянской лингвистики охватывает временной промежуток с 1830-х до 1910-х годов. Это эпоха формирования принципов историко-сравнительного исследования. Началом ей послужили два важных события. С одной стороны, европейские и армянские учёные выдвинули идею индоевропейской принадлежности армянского языка, тем самым заложив основы его сравнительно-исторического изучения, с другой же, Хачатур Абовян предпринял борьбу за принятие современного языка — ашхарабара — в качестве доминирующего литературного языка, что в армянской действительности получило название грапайкар. Этот период делится на два этапа, рубеж между которыми приходится на 70-е годы XIX века.

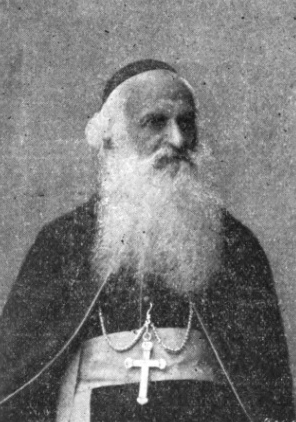
Арсен Айтынян

В «Грамматике армянского языка» (1837) Генрих Петерман сравнивал более ста армянских слов с санскритом, персидским, греческим и другими языками, на основе чего Лоренц Дифенбах в 1843 году сделал заключение о принадлежности армянского языка к «арийской или мидийско-персидской ветви» индоевропейских языков. Аналогичный вывод делал Фридрих Виндишман в книге «Место армянского в арийской языковой ветви» (1836). Независимо от европейских учёных Абовян в книге «Новая теоретическая и практическая грамматика русского языка для армян» (1837 или 1838, не издана) приводит список похожих слов между армянским, русским, французским и немецким языками «в желании обратить внимание филологов, исследующих происхождение народов от одного племени по сходству языков».
В этот период в лингвистике укоренилась точка зрения о принадлежности армянского языка к иранской ветви индоевропейских языков. Такого мнения придерживались как европейские исследователи (Рихард Гоше, Франц Бопп, Фридрих Мюллер, Пауль Лагард), так и армянские (Керопэ Патканов). В то же время их мнения расходились в вопросе определения места армянского языка в этой ветви.
Если в центре внимания европейских арменистов на этом этапе находились вопросы происхождения армянского языка, то армянские исследователи были вовлечены в борьбу за превращение ашхарабара в литературный язык. Противники позиции сохранения древнеармянского в качестве литературного языка выступали не только с практическими, но и с теоретическими обоснованиями своих взглядов. Первым был Хачатур Абовян, но к его борьбе вскоре присоединились и другие представители армянской интеллигенции. Среди восточных армян в этой борьбе особенно активно участвовали Степан Назарян и Микаэл Налбандян, поднимавшие вопрос о необходимости литературного языка, который будет понятен простому народу, и обосновывавшие его с разных позиций. Среди западных армян в процесс грапайкара были вовлечены почти все слои интеллигенции. Для этой борьбы существенное значение имела книга Арсена Айтыняна «Критическая грамматика ашхарабара или современного армянского языка» (1866), в обширном вступлении к которой автор изложил историю формирования ашхарабара и дал теоретическое обоснование необходимости его выбора как литературного языка. В то же самое время труд Айтыняна был воспринят как лучшее описание западноармянского литературного языка, значительно отличаясь от предыдущих попыток описания западноармянской грамматики (краткая грамматика 1847 года на английском языке Ригса, «Правильная речь» 1853 года Русиняна, грамматика 1864 года Киречяна). В данный период вышло также пособие по ашхарабару (1868) Папазяна.
Лингвистическое движение этого периода взяло за цель решение следующих практических потребностей: создание удобного и приемлемого школьного пособия для армянских детей, представление обществу закономерности ашхарабара и тем самым по возможности способствование стандартизации нового литературного языка.
В этот период продолжалось исследование грабара. В первую очередь заслуживают внимания попытки мхитаристов Вены отличать грабар первой половины V века (классический грабар Золотого века) от грабара следующего периода (Гатрчян, Гарагашян, Айтынян), а также труд Арсена Багратуни «Армянская грамматика для нужд развитых» (1852), который явился своеобразной энциклопедией фактов грамматики грабара, хотя и без чёткой их исторической дифференциации.
В 1857 году появляется первая в армянской науке работа, посвящённая общим вопросам теории языка и принадлежащая лингвисту Погосу Овнаняну.

#### С 1870-х по 1910-е годы
Следующий этап второго периода истории армянской лингвистики ознаменовался в первую очередь таким событием в историко-сравнительном изучении армянского языка, как предложение и подтверждение тезиса о принадлежности армянского языка к отдельной ветви индоевропейской языковой семьи. Статьёй «О месте армянского языка в кругу индоевропейских языков» (1875) и последовавшими за ней трудами («Армянские исследования», 1883; «Армянская грамматика», т. 1—2, 1895—1897) немецкий учёный Генрих Хюбшман создал направление, в которое были вовлечены не только выдающиеся европейские учёные (Хольгер Педерсен, Антуан Мейе, Эвальд Лиден), но и целое поколение армянских учёных, среди которых особое место занимает Рачья Ачарян. Кроме вопросов историко-сравнительного характера, европейских арменистов занимали также вопросы изучения грабара и среднеармянского языка (Мейе, Карст и др.).

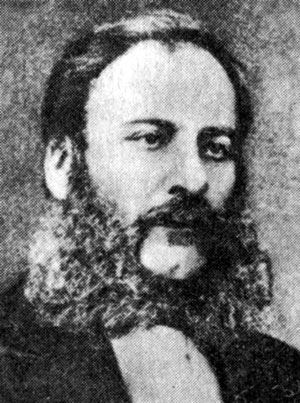
Степан Паласанян

В связи с однозначным господством в жизни армян нового литературного языка, появляется первая школьная грамматика восточноармянского языка. После публикации в 1870 году своего «Общего обзора нового восточноармянского письменного языка» Степан Паласанян в 1874 году издал «Грамматику родного языка» (ч. 1—3), которая долгое время служила школьным учебником и неоднократно переиздавалась. Данный труд Паласаняна оказал заметное влияние на развитие восточноармянской грамматики. «Грамматика ашхарабара» (1906) Манука Абегяна построена уже на абсолютно иных принципах и свободна от влияния схем грамматик грабара. Изучение восточноармянского ашхарабара достигает значительного подъёма в работах того же Абегяна «Падежи ашхарабара» (1908) и «Синтаксис ашхарабара» (1912), которые легли в основу многих позднейших исследований.
Новый этап в исследовании грабара ознаменовало издание в 1885 году переработанной и дополненной священником и учёным Арсеном Айтыняном грамматики Вртанеса Чалыхяна (1827 год; 9 переизданий), которая считается лучшей грамматикой своего времени, посвящённой древнеармянскому. В грамматике Чалыхяна также чётко выделены сиризмы и грецизмы. Последующие армянские и иноязычные грамматики грабара (Малхасянц, Абегян, Мейе) в большинстве случаев опираются на результаты этого исследования.
Основываясь на результатах предыдущих этапов, особенно в работах Айтыняна и Патканяна, на этом этапе формируется армянская диалектология как особый раздел лингвистики. На армянском и прочих языках издавались описания отдельных диалектов (Саргсян, Агулиса, 1883 год; Хануш, польских армян, 1886 год; Томсон, Ахалцихи, 1887 год, Тифлиса, 1890 год, польских армян, 1899 год; Меликсет-Бек, Мараша, 1896 год, Арабгира, 1919 год; Мсерян, Муша, 1897—1901 годы; Ачарян, Асланбека, 1898 год, Сучавы, 1899 год, Вана, 1901 год, Карабаха, 1901—1902 годы; Максудян, Акна, 1912 год). В обобщающем труде «Классификация армянских диалектов» (на фр. 1909 год, на арм. 1911 год) Ачарян представил морфологический принцип классификации армянских диалектов. Было осуществлено экспериментальное изучение согласных в армянских диалектах (Ачарян), составлены диалектологические словари (Аматуни, Ачарян), исследованы турецкие заимствования в диалектах (Ачарян).
Новый период армянской лексикографии делится на два этапа — с начала XIX века до 1870-х годов и с 80-х годов XIX века до советизации Армении. «Новый словарь древнеармянского языка» (т. 1—2, 1836—1837) Габриэля Аветикяна, Хачатура Сюрмеляна и Мкртича Авгеряна содержит большой пласт лексики грабара и до сих пор считается одним из основных источников для его изучения. Исходя из поставленных филологических задач, авторы приводят греческие и латинские эквиваленты армянских слов, а также их турецкие аналоги для западных армян. На основе «Нового словаря…» в 1846 году вышел доступный словарь, второе, дополненное издание которого (1865) содержало более 5 тысяч новых слов. Армяно-латинский словарь Манвела Джахджахяна (1837) по представленности лексики грабара сопоставим с «Новым словарём древнеармянского языка».

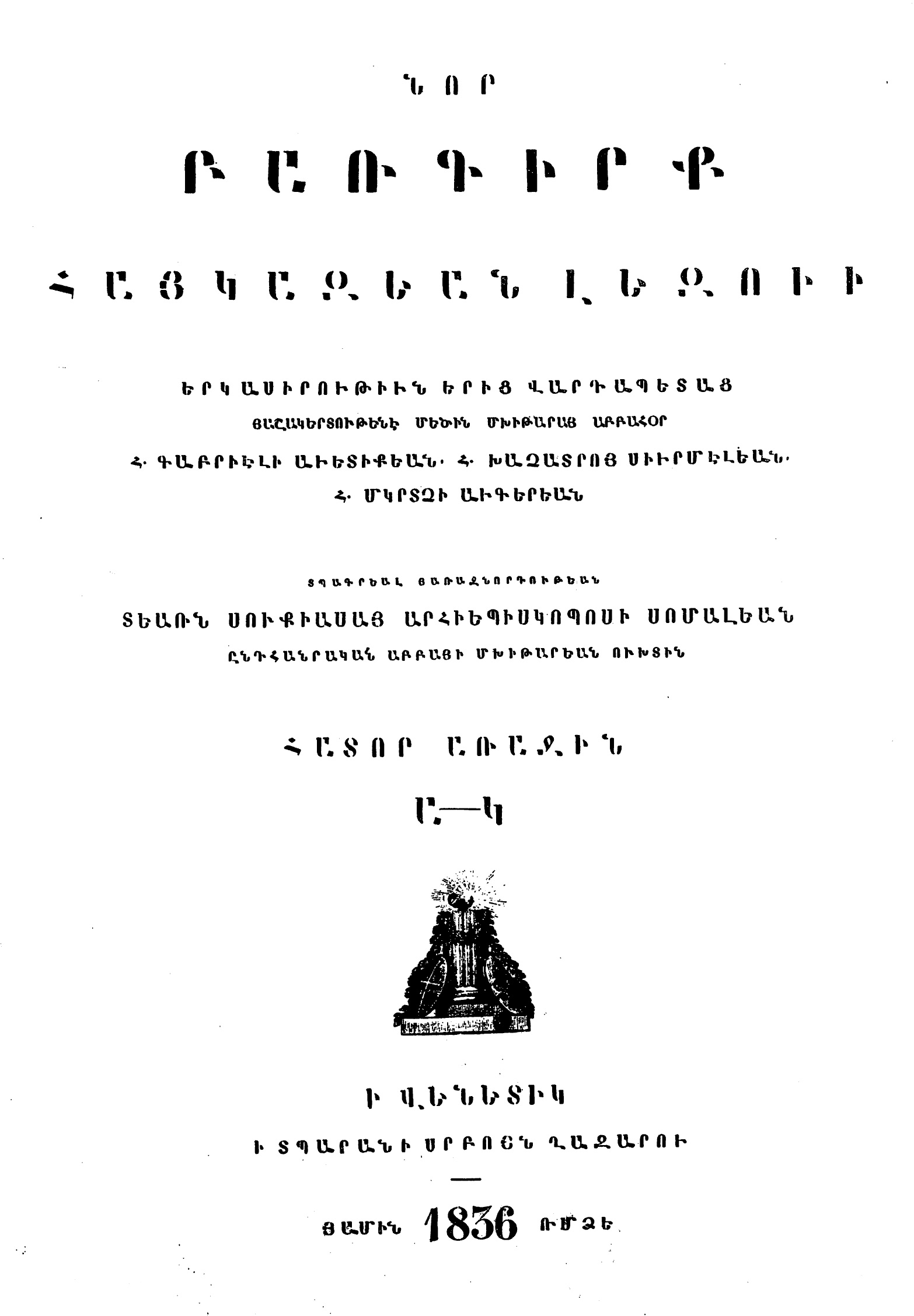
Титульный лист первого тома «Нового словаря древнеармянского языка» (т. 1—2, 1836—1837 годы) Габриэла Аветикяна, Хачатура Сюрмеляна и Мкртича Авгеряна

XIX век — время начала изучения лексики ашхарабара. Данный период примечателен тем, что ещё отсутствовало чёткое разграничение между литературными и диалектными словами и что словарный фонд не был стандартизирован. Исследователи в своих попытках создания словарей новоармянского языка (как восточного, так и западного его вариантов) всё ещё зависели от древнеармянского. В 1830 году Овсеп Арцахеци опубликовал в Восточной Армении словарь грабар-ашхарабар (12 тысяч слов). В 1869 году Эдуард Хюрмузян опубликовал крупный словарь ашхарабар-грабар, содержащий более 40 тысяч словарных статей.
В XIX веке издание двуязычных и многоязычных словарей приобрело большие масштабы. Если двуязычные словари у восточных армян были больше связаны с русским языком, то у западных армян место последнего занимали турецкий, английский и французский языки. До последней четверти XIX столетия было издано множество двуязычных словарей: русско-армянских (1821, 1841, 1854, 1860); армяно-русских (1821, 1841, 1854, 1860); турецко-армянских (1841, 1843, 1864, 1866, 1870); армяно-турецких (1838, 1850, 1860); англо-армянских (1803, 1825, 1835, 1840, 1843, 1865); армяно-английских (1825, 1835, 1843, 1866, 1875); французско-армянских (1812, 1840, 1850); армяно-французских (1817, 1861); итальянско-армянских (1804, 1829, 1846); армяно-итальянского (1837); персидско-армянского (1826); греко-армянского (1848) и армяно-греческого (1868).
В 1862 году издан первый обратный словарь (для грабара).
Начиная с последней четверти XIX века в армянской лексикографии древнеармянский язык уступает своё место ашхарабару. В западноармянской лексикографии продолжают преобладать словари, касающиеся французского, английского и турецкого языков. В то время как Норайр Бюзандаци выбрал грабар в качестве языка для своего большого французско-армянского словаря (1884), а Гай Лузиньян (т. 1—2, 1900) сохранил некоторые объяснения на грабаре, языком всех остальных словарей был ашхарабар. Первым таким двуязычным словарём у западных армян стал французско-армянский словарь Месропа Нупаряна (1889), за которым последовало более десятка других. В число изданных двуязычных и многоязычных словарей входят армяно-арабский (1896), болгарско-армяно-турецкий (1904), немецко-армянский (1884—1889), а также латинско—армянский (1893), армяно-латинский (1887) и эсперанто-армянские (1910, 1912) словари. Среди многочисленных армянских словарей, относящихся к турецкому языку, наиболее ценными являются турецко-армяно-французский (1888), турецко-армянский (1892) и армяно-турецкий (1891) словари Миграна Абикяна. Примечательны также турецко-армянский (1912) и армяно-турецкий (1907) словари Петроса Карапетяна.
Первый толковый словарь западноармянского литературного языка опубликовал Симон Габамачян в 1892 году. Второе издание словаря (1910) содержит 70 тысяч словарных статей. Исследование, разработка и стандартизация новоармянского словарного запаса во многом основаны на словарях синонимов (1938; 1967), фразеологическом (1975) и орфографическом (крупнейший — 1973 год) словарях, словарях иностранных слов и выражений (1902, 1908, 1911, 1912, 1930, 1935, 1951) и частично — на терминологических словарях, одновременно совмещающих в себе толкование и двуязычие. Одной из первых работ в терминологической области был «Армянский ботанический словарь» Гевонда Алишана (1895).
Среди словарей, составленных восточными армянами, продолжают преобладать словари, связанные с русским языком. Арутюн Дагбашян составил крупные русско-армянский и армяно-русский словари (в 1906 и 1911 годах соответственно).
Норайр Бюзандаци создал словарь среднеармянского языка, который был издан лишь в 2000 году в Женеве.
В начале XX века были составлены крупные диалектологические словари: «Армянское слово и речь» Саака Аматуни (1912) и «Словарь армянских диалектов» Рачии Ачаряна (1913).

### Третий период

#### С 1920-х до 1950-го года

Титульный лист первого тома «Этимологического коренного словаря армянского языка» (т. 1—7, 1926—1935) Рачии Ачаряна

1920-е годы считаются началом третьего периода истории армянской лингвистики, который разделяется на два этапа, рубеж между которыми приходится на середину XX века. Третий период — эпоха формирования принципов системного исследования. На первом этапе продолжается историко-сравнительное изучение армянского языка (Ачарян, Капанцян) в соответствии с появившимися новыми тенденциями в этой области. Наиболее крупные достижения: «Этимологический коренной словарь армянского языка» (т. 1—7, 1926—1935), «История армянского языка» (т. 1—2, 1940—1951), «Словарь армянских личных имён» (т. 1—5, 1942—1962) Ачаряна, а также труды Капанцяна, посвящённые вопросам взаимоотношений армянского с древними языками Передней Азии.
Важнейшей задачей армянской лингвистики данного этапа становится исследование современного армянского языка, основы научной грамматики которого были заложены в труде «Теория армянского языка» (1931) Манука Абегяна. Если Абегян в грамматике отдавал приоритет форме, то в 1930-е годы Гарибян и Севак старались дать предпочтение смыслу, восстановили предшествующую современному языку семипадежную систему, определили в качестве главных членов предложения подлежащее и сказуемое.
Общие тенденции советской лингвистики нашли своё отражение и в армянском языкознании, в частности в трудах «Общее языкознание» Капанцяна (1939) и «Введение в языкознание по новому учению о языке» Агаяна (1949).
На этом этапе продолжали создаваться монографии, посвящённые исследованию и описанию армянских диалектов (Ачарян, Нового Нахичевана, 1925, Мераги, 1926, Агулиса, 1935, Новой Джульфы, 1939, Константинополя, 1941, Амшена, 1947; Гарибян, Гадрута, Карабаха, Шатаха, Мегри, Карчевана, 1941; Агаян, Мегри, 1941), была предпринята попытка уточнить и дополнить предложенную Ачаряном морфологическую классификацию армянских диалектов, предложен фонетический принцип их классификации (Гарибян).
В области лексикографии, кроме словарей Ачаряна, были выпущены «Толковый словарь армянского языка» (т. 1—4, 1944—1945) Степана Малхасянца (более 120 тысяч словарных статей), а также общие и отраслевые двуязычные словари.

#### С 1950 года по настоящее время
Начало второго этапа советского периода армянской лингвистики связано с языковедческой полемикой, развернувшейся на страницах газеты «Правда» (май — июнь 1956 года). Развитие армянской лингвистики, как и всего советского языкознания, шло по пути критики и преодоления нового учения о языке Марра и его последователей. На этом этапе почти все существовавшие лингвистические дисциплины пережили прогресс, возникли ряд новых.
Своеобразным обобщением историко-сравнительного изучения армянского языка стала «Сравнительная грамматика армянского языка» Геворка Джаукяна (рус. пер. в 1982 году).
После «Истории армянского языка» Ачаряна были разработаны новые принципы периодизации языка, созданы крупные монографии и пособия для вузов, посвящённые древнеармянскому и среднеармянскому языкам, армянской исторической грамматике (Джаукян, Агаян, Абраамян, Аракелян, Мурадян, Туманян и др.).

Манук Абегян

В области диалектологии выходили монографические исследования, был применён сначала морфологическо-типологический принцип классификации армянских диалектов (Гарибян, Агаян), то есть основанный на типологии их морфологических признаков, затем в оборот была введена новая диалектологическая дисциплина — статистическая диалектология. Джаукян предложил и применил принцип многопризнаковой классификации армянских диалектов, что стало основой для создания армянского диалектологического атласа. В создании атласа участвовал Мурадян.
Значительных масштабов достигло исследование структуры современного армянского языка. Издавались как труды и учебники общего характера, так и монографии и статьи, относящиеся к различным областям, касающиеся разных частей слова, грамматических категорий и вопросов (Джаукян, Агаян, Абраамян, Аракелян, Парнасян, Косян, Сукиасян, Маргарян, Гюлбудагян, Маргарян и др.). Были рассмотрены вопросы экспериментальной фонетики, социолингвистики, психолингвистики, развития языка литературы, проблемы культуры речи и стилистики.
Лексикография обогатилась многочисленными общими, переводными, специализированными, энциклопедическими словарями, в число которых входят «Толковый словарь современного армянского языка» (т. 1—4, 1969—1980), «Словарь синонимов армянского языка» Сукиасяна (1967), «Толковый словарь современного армянского языка» Агаяна (т. 1—2, 1976, более 135 тысяч словарных статей). Среди двуязычных и многоязычных словарей отмечают «Русско-армянский словарь» (т. 1—4, 1954—1958), «Армяно-русский словарь» (1984), англо-армянский (1984), армяно-курдский (1939, 1936, 1957), армяно-азербайджанский (1978) и другие словари. Рубеном Абраамяном издан пехлевийско—персидско-армяно-русско-английский словарь (1965). Издавались словари омонимов, антонимов, фразеологические, орфографические, терминологические, различные двуязычные и многоязычные словари.
Достоянием западноармянской лексикографии также стали многочисленные двуязычные и многоязычные словари: арабско-армянский (1952, 1959, 1960), армяно-арабский (1953, 1954, 1963), армяно—немецкий (1952), испано-армянский (1955), итальяно-армянский (1922), армяно-итальянский (1922), греко-армянский (1930) и т. д. Наиболее крупными англо-армянскими словарями явились составленные Чагмагчяном (1922; 2-е изд. 1953; 3-е изд. 1960) и Гуюмчяном (1961), крупнейшими же армяно-английскими — словарь Гуюмчяна (1950), «Новый словарь армянского языка» (1992).
Восточноармянские словари значительно отличаются от западноармянских по структуре и способу представления материала: они дают более точные определения лексических значений и имеют конкретную систему маркировки применения слов, в западноармянских же словарях лексические значения в основном объясняются синонимами, а иногда и антонимами. Западноармянские словари также предоставляют дополнительную информацию и, как правило, богато иллюстрированы.
Армянская лингвистика имела значительные достижения в области изучения вопросов общей теории языка, получившие признание также за пределами Армении. Кроме трудов общего характера «Введение в языкознание» Агаяна (2-е изд. 1952) и «История языкознания» Джаукяна (т. 1—2, 1960—1962), достижения армянской лингвистики в этой области — попытка создания универсальной лингвистической модели языка, новые осмысления фонемы и понятия грамматической категории, общая классификация лингвистических методов (Джаукян), оригинальное рассмотрение взаимоотношения языка и действительности, минимальной синтаксической единицы и минимального синтаксического устройства (Атаян), рассмотрение вопроса взаимоотношения языка и философии, критика гипотезы лингвистической относительности Сепира — Уорфа (Брутян), своеобразное решение вопросов характера и сути лингвистического знака (Абраамян) и т. д.
Были созданы труды, посвящённые вопросам истории армянских лингвистических учений (в число их авторов вошли Агаян, Джаукян, Гаспарян, Амалян).

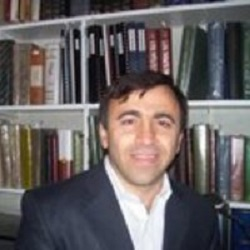
Грач Мартиросян

В XXI веке выпущен целый ряд новых трудов, словарей и учебных пособий, в число которых входят коллективный многотомник «Диалектологический словарь армянского языка» (т. 1—7, 2001—2012), «Толковый словарь синонимов армянского языка» Сукиасяна (2003), «Общая теория языка» (англ. 2003) и «Этимологический словарь армянского языка» (2010) Джаукяна, «Новые армяно-иранские этимологии» Ованисяна (2005), «Словарь армянских псевдонимов» Овакимяна (2005), «Развёрнутый толковый словарь идиом армянского языка» Бедиряна (2011), «Составное именное-глагольное сказуемое в современном армянском языке» Барсегяна (2007), «Психологический анализ метафоризации» Галстяна (2008) и т. д. В 2008 году был издан «Etymological dictionary of the Armenian inherited lexicon» Грача Мартиросяна в серии «Leiden Indo-European Etymological Dictionary Series» проекта Лейденского университета.
Продолжает развиваться лексикография классического древнеармянского: «Словарь грабара» Казаряна (2004), «Словарь древнеармянского языка. Слова, незасвидетельствованные в новом словаре древнеармянского языка» Ованисяна (2010), «Нововыявленные слова в грабаре» Казаряна и Аветисяна (2007), «Словарь синонимов грабара» (2006) и «Фразеологический словарь грабара» Казаряна (около 3 тысяч фразеологических единиц, 2012). Данной теме посвящён труд «Вопросы лексикографии и лексикологии древнеармянского языка» (2009). Изданы словари, материалом для которых послужили труды отдельных авторов, например, «Нововыявленные слова в литературе XIV—XV веков» Григоряна (2009), посвящённый лексике трудов Григора Татеваци. Словарь «Нововыявленные слова в ранненовоармянских источниках» Погосяна (2014) содержит около 3 тысяч слов из лексического материала конца XVI — начала XVIII веков.
Кроме армянского языка, армянские лингвисты занимаются изучением древних и новых языков, выяснением исторических взаимоотношений армянского языка, затрагивают связанные с этим теоретические и практические вопросы, исследуют вопросы истории лингвистических теорий (Агаян, Джаукян, Гаспарян, Амалян).

## Комментарии
1. ↑  История письменного армянского языка делится на 3 периода: древнеармянский — V—XI века, среднеармянский — XI—XVII века, современный армянский — с XVII века по наши дни.
2. ↑  Сохранилась в нескольких рукописях, среди которых рукописи Матенадарана 1280 года (№ 1746) и 1409 года (№ 1115).
3. ↑  В современных научных работах труд иногда переводят как «Анализ грамматики».
4. ↑  Наиболее древняя рукопись датирована 1174 годом.
5. ↑  Наиболее ранняя рукопись относится к XII веку.
6. ↑  Грамматика Себастаци послужила основой для грамматики грузинского языка, которая была составлена в 1753 году грузинским католикосом Антонием I.